# Achaearanea hieroglyphica
Achaearanea hieroglyphica là một loài nhện trong họ Theridiidae.
Loài này thuộc chi Achaearanea. Achaearanea hieroglyphica được Cândido Firmino de Mello-Leitão miêu tả năm 1940.